# Iula Qilanoba
Iula Qilanoba (auch: Ula Qilanoba, * 1928 in Poropora im Norden von Choiseul; † 1998) war die erste Deaconess der United Methodist Church der Salomonen.

## Leben
Iula Qilanoba erhielt ihre Schulbildung an der Girls’ Boarding School in Sasamungga, wo sie erst 1948 begann, nachdem der Zweite Weltkrieg ihre Ausbildung unterbrochen hatte. Sie wurde eine Anführerin unter ihren Mitschülern an der Schule und übernahm Aufgaben in der Entbindungsstation, in der medizinischen Klinik und im Kindergarten, wodurch sie Fähigkeiten als Krankenschwester und Hebamme entwickeln und medizinische Exkursionen rund um die Insel begleiten konnte. Sie unterrichtete auch mehrere Jahre an derselben Schule. Am Ende ihrer Ausbildung hatte sie den Standard 7 erreicht. Sie war die einzige junge Frau an der Schule, die dies erreichte.
Als die Methodist Church 1963 entschied, eine Diakonissen-Schwesternschaft (order of deaconesses) zu gründen, war Qilanoba die erste Bewerberin. Nach einem einjährigen Training erfüllte sie ihre Probation in Kokeqolo und wurde zunächst nach Roviana und später nach Simbo entsandt. Später schloss sie sich dem Mono Circuit an und arbeitete ein Jahr lang unter dem Order of St. Stephen. Sie kehrte nach Choiseul zurück, als ein Pastor (Minister) für Mono eingesetzt wurde. Sie wurde nach Lale auf Ranonga versetzt, bevor sie erneut auf ihre Heimatinsel versetzt wurde, dieses Mal als Katechetin mit der Autorität, die Sakramente zu spenden (kirchlich) und Trauungen zu vollziehen (staatlich). Sie war viel aktiver als ihre männlichen Kollegen und paddelte oft lange Strecke zu abgelegenen Orten; es war ungewöhnlich für eine Frau aus Choiseul, dass sie eine fähige Kanutin war und viele Männer erkannten ihre Autorität an. Nach ihrer Pensionierung kehrte Qilanoba in das Dorf ihrer Geburt zurück. Sie blieb bis zu ihrem Tod als Freiwillige in der Gemeinde aktiv, obwohl sie in den letzten Jahren ihres Lebens unter ihrer schlechten Gesundheit litt.